# Megaselia sextolutea
Megaselia sextolutea är en tvåvingeart som beskrevs av Borgmeier 1967. Megaselia sextolutea ingår i släktet Megaselia och familjen puckelflugor. Inga underarter finns listade i Catalogue of Life.